# Санаї (станція метро)
41°05′39″ пн. ш. 29°00′19″ сх. д. / 41.094190830953° пн. ш. 29.005303121193° сх. д.
Санаї (тур. Sanayi) - станція лінії М2 Стамбульського метрополітену. Відкрита 31 січня 2009 в рамках північного розширення до Ататюрк Ото Санаї. 
Розташована під авеню Бююкдере. 
Конструкція — станція має три колії та дві острівні платформи і є однією з п'яти станцій Стамбульського метро, що має таке компонування — Єнікапи, Бостанджи, Отогар та Олімпіят
Пересадка
- на потяги до станції Сейрантепе
- Автобуси: 27E, 27SE, 27T, 29A, 29B, 29C, 29D, 29E, 29GM, 29P, 29Ş, 36L, 40B, 41, 41AT, 41E, 41SM, 41ST, 42, 42M, 42Z, 47F, 48L, 49Z, 59RK, 59RS, 65A, 500L, 500T
- Маршрутки: Бешикташ — Сариєр, Бешикташ — Тараб'я, Зінджірлікую — Аязага, Зінджірлікую — Бахчекьой, Зінджірлікую — Пинар-махаллесі, Зінджірлікую-Вадістанбул, 4. Левент — Дарюшшафака, Балталімани — Решитпаша — 4. Левент

| Попередня станція             | Лінія | Лінія                           | Лінія | Наступна станція     |
| ----------------------------- | ----- | ------------------------------- | ----- | -------------------- |
| І.Т.У. — Аязага до Хаджиосман |       | M2 (Стамбульський метрополітен) |       | 4. Левент до Єнікапи |
| Сейрантепе до Хаджиосман      |       | M2 (Стамбульський метрополітен) |       | Кінцева              |